# Podomí
Podomí (deutsch Poidom) ist eine Gemeinde in Tschechien. Sie liegt 15 Kilometer nordwestlich von Vyškov und gehört zum Okres Vyškov. Die Gemeinde ist Teil der Mikroregion Drahanská vrchovina.

## Geographie
Podomí erstreckt sich auf der Hochebene des Drahaner Berglandes am linken Ufer des Baches Podomský potok. Südlich liegt der Naturpark Rakovecké údolí. Nördlich erhebt sich der Kojál (600 m), im Süden die Malina (571 m), südwestlich der Lipový kopec (561 m) und im Nordwesten der Slunný vrch (Sonnhübel). Gegen Norden liegt die mittelalterliche Wüstung Schreynern, im Osten die Wüstung Ovčinek, südöstlich die Wüstung Hamlíkov, im Süden die Wüstung Vilémov sowie südwestlich die Wüstungen Bystřec und Budkovany. Östlich liegt das Tal der Malá Haná. Südwestlich befindet sich der Teich Podomský rybník.
Nachbarorte sind Krásensko und Kulířov im Norden, Studnice im Nordosten, Rychtářov und Ruprechtov im Südosten, Pastviny, Rakovec und Bukovinka im Süden, Bukovina und Křtiny im Südwesten, Jedovnice im Westen sowie Senetářov im Nordwesten.

## Geschichte

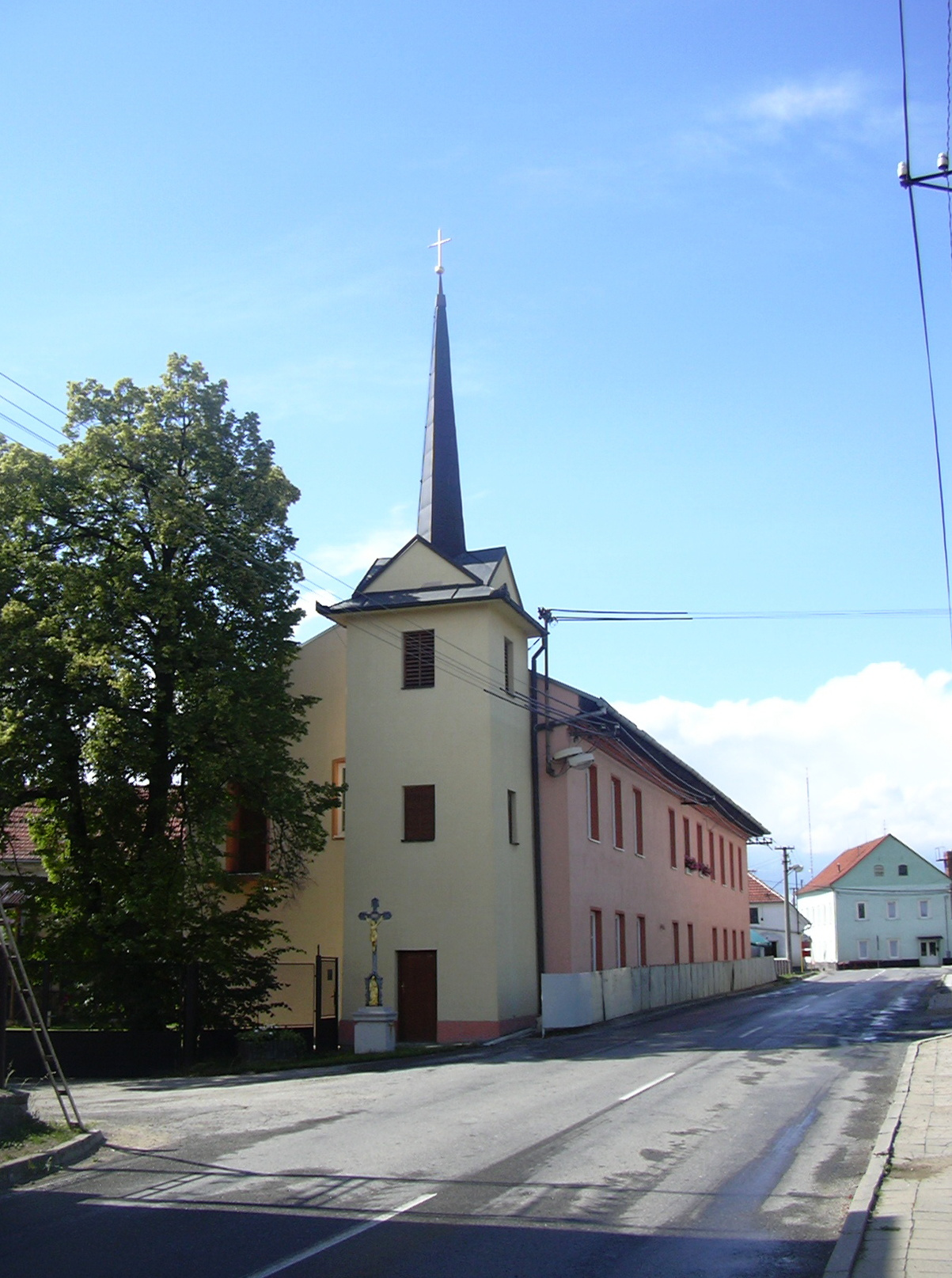
Glockenturm

Das Dorf wurde wahrscheinlich in der zweiten Hälfte des 13. Jahrhunderts im Zuge der Kolonisation der Gegend durch die Herren von Čeblovice, die sich später von Hohlenstein nannten, als Waldhufendorf gegründet. Die ersten Siedler waren Deutsche. Als Lokator wurde ein Angehöriger der Hamelner Bürgerfamilie Boda, der zu den 130 jungen Leuten aus Hameln gehörte, die im Jahre 1284 nach Mähren ausgewandert und das Dorf Hamlíkov gegründet haben sollen, angenommen. Der Namenforscher Jürgen Udolph stellte diese Annahme 1997 in Frage und widerlegte die Ableitung des Ortsnamens Hamlíkov von Hameln.
Erstmals urkundlich erwähnt wurde das zur Herrschaft Hohlenstein gehörige Dorf Boda 1349 in der Landtafel bei der Eintragung des vor 1321 erfolgten Verkaufs des größten Teils der Herrschaft durch Čeněk von Leipa an Wok/Vok, der dem mährischen Geschlecht der Hrut entstammte und den eigenständigen Stamm der Herren von Holstein begründete. Podomí und Hamlíkov gehörten zu den 13 Dörfern, die neben dem Städtchen Holštejn und der Hälfte des Städtchens Jedovnice der Herrschaft Hohlenstein untertänig waren. 1371 wurde Wok II. von Holštejn in der Landtafel als Besitzer eingetragen. Sein Sohn Wok III. teilte die Güter noch zu Lebzeiten mit seinem Sohn Wok IV., der seinen Sitz auf Lipovec nahm und auch das Prädikat Wok von Lipovec gebrauchte. Wok IV. fiel 1420 in der Schlacht bei Vyšehrad. Während der Hussitenkriege wurde die Gegend verwüstet und die Dörfer Podomí und Hamlíkov erloschen. 1437 verkaufte Wok V. die Herrschaft an Hynek von Waldstein, dieser übertrug sie 1448 an seinen gleichnamigen Sohn. Hynek verkaufte 1464 die westliche Hälfte des wüsten Dorfes Podomí an Smilek von Loděnice, die östliche Hälfte sowie Kulířov und das wüste Hamlíkov behielt er. Infolge dieser Teilung wurden die westlichen Fluren an die Güter Senetářov und Kotvrdovice angeschlossen.
Besitzer der östlichen Fluren wurden 1550 die Brüder Jan d. J. und Friedrich Dubčanský von Zdenín auf Habrovany, die ihre Hälfte des Dorfes neu besiedeln ließen. 1567 verkauften die Dubčanský von Zdenín den Wostrower Anteil der Herrschaft Hohlenstein einschließlich der wiederbesiedelten Osthälfte von Podomí und der Wüstung Hamlíkov an Bernard Drnovský von Drnovice. 1569 kaufte der Vladike Vilém Jedovnický von Želetava die Güter. Er ließ den Großen Poidomer Teich sowie weitere verwahrloste Fischteiche um Podomí und Hamlíkov erneuern. Jedovnickýs intensive Bemühungen um das Gedeihen des neuerworbenen Besitzes führten aber auch zu zahlreichen Fehden mit den benachbarten Herrschaften. Schließlich verkaufte Jedovnický die Güter 1576 an Hans Haugwitz von Biskupitz auf Ratschitz, der sie an seine Herrschaft anschloss. Nachfolgende Besitzer waren die Herren von Peterswald, deren Besitz nach der Schlacht am Weißen Berg konfisziert wurde. Danach gehörte Ratschitz verschiedenen katholischen Adelsgeschlechtern, die die Herrschaft rekatholisierten. Während dieser Zeit erfolgte ein starker Zuzug von deutschen Siedlern. Im Jahre 1775 bestand das Dorf aus 15 Häusern. 1797 erwarb der Textilfabrikant Wilhelm Baron Mundy die Güter. Er führte auf dem Hof Poidom mit Unterstützung des Holländers Jakob Leonard van den Bruch eine Schafzucht ein und die Untertanen webten aus der Schafwolle hochwertige Wollstoffe. 1803 erwarb van den Bruch den Hof und errichtete eine Manufaktur für Web- und Spinnwaren. Die Weberei bildete fortan den Haupterwerb der Bewohner von Poidom. im Jahre 1820 war Poidom auf 55 Häuser angewachsen. Dieser Trend setzte sich fort und 1832 lebten in den 65 Häusern von Poidom 415 Menschen. Bis zur Mitte des 19. Jahrhunderts blieb das Dorf immer nach Ratschitz untertänig.
Nach der Aufhebung der Patrimonialherrschaften bildete Poidom/Pojdom ab 1850 einen Ortsteil der Gemeinde Ruprechtov in der Bezirkshauptmannschaft Wischau. Im Zuge der Einführung der allgemeinen Schulpflicht wurde zwischen 1868 und 1869 eine Dorfschule errichtet. 1869 entstand die politische Gemeinde Poidom. 1880 wurde in Poidom eine Gendarmeriestation für die Dörfer Poidom, Krásensko und Ruprechtov eingerichtet. Der Bau der zweiklassigen Dorfschule erfolge 1888. Im gleichen Jahre gründete sich auch die Freiwillige Feuerwehr. Zum Ende des 19. Jahrhunderts entstand der heutige Ortsname Podomí. Während der deutschen Besetzung erfolgte 1940 der Beschluss zur Erweiterung des Schießplatzes Wischau zu einem großen Truppenübungsplatz der Wehrmacht. Zu den 33 für die Errichtung des Truppenübungsplatzes Wischau zu räumenden Dörfern gehörte in der letzten bis April 1945 zu realisierenden Etappe auch Teile von Podomí. Auf dem nahe gelegenen Hügel Kojál entstand zwischen 1956 und 1958 ein Sendeturm für Fernsehen und Rundfunk. 1964 wurde Podomí mit Krásensko zu einer Gemeinde Krásensko-Podomí zusammengeschlossen. Diese löste sich 1990 wieder auf.

## Gemeindegliederung
Für die Gemeinde Podomí sind keine Ortsteile ausgewiesen.

## Sehenswürdigkeiten
- Glockenturm
- Kreuz, vor dem Glockenturm
- Sender Kojál mit 339,5 m hohem Sendemast auf der gleichnamigen Kuppe nördlich des Dorfes

## Söhne und Töchter der Gemeinde
- Ervín Černý (1913–2001), Mediziner und Historischer Geograph